# Matthias Braun
Matthias Bernard Braun (în cehă: Matyáš Bernard Braun, 24 februarie 1684, Sautens, în apropiere de Innsbruck - 15 februarie 1738, Praga) a fost un sculptor și cioplitor activ pe teritoriul actual al Cehiei, unul dintre cei mai importanți sculptori în stilul baroc târziu din zonă.

## Biografie
Matthias Bernard Braun s-a născut ca al cincilea copil al lui Jacob Braun și al soției sale, Magdalena, născută Neureuter. Și-a făcut ucenicia în Austria (Salzburg) și Italia (Veneția, Bologna, Roma). Influența italiană este proeminentă în opera sa artistică. El a fost inspirat de Michelangelo Buonarroti, Gian Lorenzo Bernini și de școala de sculptură venețiană din secolul al XVII-lea și a devenit astfel un mare propagator al sculpturii de proveniență italiană în țările central-europene.
Cu ceva timp înainte de 1710, Braun a venit să viziteze Praga, deja ca un artist desăvârșit ce sculpta în gresie, și în curând s-a stabilit în Boemia. Și-a găsit soția și prieteni acolo și a devenit un cetățean al Orașului Nou din Praga. Deja prima sa lucrare - grupul statuar Viziunea Sf. Luthgard (în cehă: Vidění sv. Luitgardy) din 1710, situat pe Podul Carol din Praga - i-a adus multă atenție și mai multe comenzi noi. Braun a reușit să descopere apoi cel mai mare atelier de lucru din Praga, cu șase calfe și având un venit de 900 de florini pe an, în jurul anului 1725. În curând, el nu a mai putut face față ofertelor numeroase pentru palatele din Praga, grădinile, bisericile și multe alte locuri în Boemia, iar situația sa a fost înrăutățită de tuberculoza de care se îmbolnăvise. De aceea, el a creat doar desene și modele, lucrătorii săi au trebuit să le realizeze, iar el le-a finisat aspectul final. El a avut cinci copii, dintre care niciunul nu i-a continuat activitatea. A murit la Praga, în 1738.
Matthias Braun este, probabil, cel mai cunoscut pentru colecția sa de alegorii ale Virtuților și Viciilor situată la Spitalul Kuks din Boemia, ce a fost comandată de contele František Antonín Špork. Printre alte sculpturi importante se numără: Bethlehem - statui monumentale sculptate direct în stânci de gresie lângă Kuks, patruzeci de statui pitorești de pitici la Kuks, mai multe grupuri statuare de pe Podul Carol din Praga, statuile din Biserica Sf. Kliment din Praga, stâlpul de piatră al Sfintei Treimi din Teplice, sculpturile din interiorul palatului Czernin din Praga și multe altele.
Există un asteroid numit Mathiasbraun (numărul 6768), descoperit în anul 1983.

## Cărți despre Braun
- Neumann, Jaromír: Český barok. Praha: Odeon Anul 1968, 2.vyd. 1975
- Poche, Emanuel: Matyáš Bernard Braun, sochař českého baroka o jeho dílna. Praha: Odeon 1986
- Blažíček, Oldřich J.: Sochařství vrcholného baroka v Čechách, v: Dějiny českého výtvarného umění, díl II/2. Praha 1989
- Kořán, Ivo: Karlův most. Praha: Odeon 1989.
- Hoferica, Jilji: 3x Mathias Bernard Braun. Praha 2012
- Hoferica Jilji: Mathias Braun Georg Patzak. Praha 2013